# Astigmatismus (medicína)
Astigmatismus (tzv. cylindrická oční vada) je refrakční vada, způsobující nepřesné zaostření světla na sítnici. Vyskytuje se také často společně s krátkozrakostí nebo dalekozrakostí.
Teoreticky by měly být 2 nejdůležitější lomivé plochy v oku, které nám zprostředkovávají ostrý obraz, dokonale kulaté (sférické). Tou první je rohovka na samém povrchu oka a druhou pak čočka uvnitř oka. V  případě astigmatismu nemá nejčastěji rohovka (méně často nitrooční čočka) pravidelný kulový tvar, ale je v jedné ose nebo v obou dvou více či méně zakřivená. V praxi si to lze představit jako rozdíl mezi míčem na fotbal a na ragby.
Tudíž místo toho, aby se mohly paprsky světla ze všech směrů spojit do jednoho ohniska na sítnici (v ideálním případě bodu), vzájemně se míjí a na sítnici se potom projeví jako různě velké a zakřivené plošky.

## Příznaky

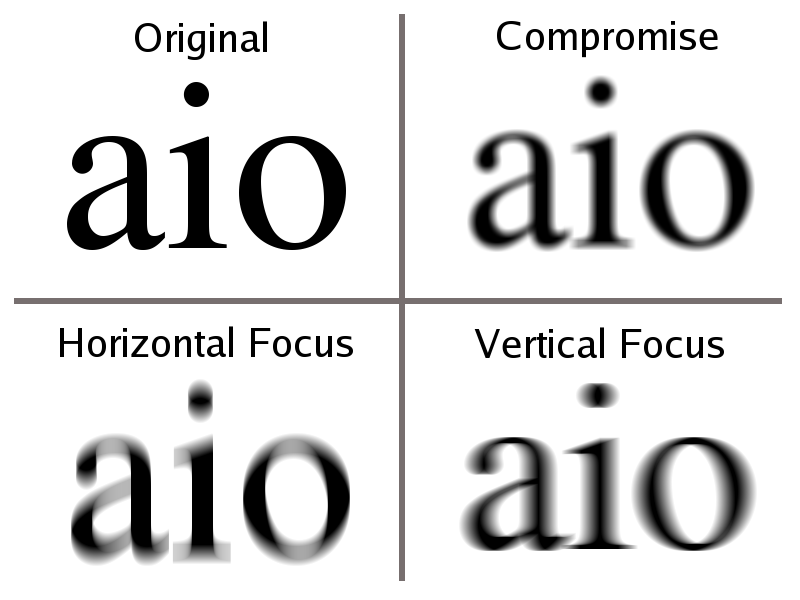
Nepřesné zaostření při astigmatismu

Astigmatismus, pokud má vyšší hodnoty, tak spíše, než že by obraz typicky rozmazával (činil ho v podstatě nečitelným, jako u krátkozrakosti), tak ho lehce deformuje, natahuje v jednom směru. A to nejčastěji do šířky či výšky, a to jak na dálku, tak i na blízko.
Astigmatismus do 0,5 cylindrické dioptrie je téměř fyziologickou (přirozenou) součástí našeho oka a do cca 1 cylindrické dioptrie je v podstatě běžný. Pokud není doprovázený jinou dioptrickou vadou (nejčastěji krátkozrakostí), tak o něm většina lidí neví, ani nemá pocit, že vidí hůř. Je tomu tak i z toho důvodu, že i 1 cylindrická dioptrie nemá srovnatelně negativní účinek na vidění jako 1 dioptrie krátkozrakosti.
Na rozdíl od jiných dioptrických vad bývá astigmatismus téměř celý život stabilní a jeho hodnoty málokdy přesahují 2 a spíše výjimečně 3 cylindrické dioptrie. Pokud dochází v průběhu života k jeho nárůstu, bývá to příznakem jiných očních onemocnění, nejčastěji keratokonu.
I když mírný astigmatismus může být asymptomatický, mohou vyšší stupně astigmatismu způsobovat příznaky jako rozmazané vidění, šilhání, astenopie, únava nebo bolesti hlavy. Některé studie poukázaly na souvislost mezi astigmatismem a vyšší prevalencí migrény, bolesti hlavy. Astigmatismus má také vliv na prostorové vnímání.
Například při sledování 3D filmů se lidé s astigmatismem mohou dívat pouze přes čočky či brýle, které korigují vadu. Bez korekce vady film nevidí prostorově. Toto se týká zejména lidí s vadou, kterou vidíte na obrázku pojmenovanou jako "compromise" a "horizontal"[zdroj⁠?!].

### Detekce vady
Pro rychlou experimentální detekci astigmatismu, i jeho osy, lze použít obdobu oftalmologické cedule: Místo písmen různých velikostí na ní však je růžice 12-16 čar v různých směrech, jako ručiček na ciferníku hodin. Pacient pak sám popisuje, která z čar mu mizí, rozmazaná, a kterou naopak vidí nejostřeji (kolmá na mizející rozmazanou). Tato názorná pomůcka především pacientovi samému ukáže rozdíl v jeho vidění dvou mezních případů, a to bezprostředně na jediném obrázku, na rozdíl od ne tolik názorné vteřinové ručičky hodin, která je jen jedna, a lze na ni během jejího pohybu doostřovat například zamžouráním.

## Korekce

### Možnosti korekce astigmatismu
Pokud má astigmatismus vyšší hodnoty anebo je spojen s jinou dioptrickou oční vadou, existuje několik možností korekce:
- brýle s tzv. cylindrickými (torickými) skly
  - korekce vyžaduje určitou adaptační dobu a ne vždy je možné dát do brýlí plný počet dioptrií kvůli zhoršené prostorové orientaci
- torické kontaktní čočky
  - existují měsíční, 14 denní i jednodenní a nabízejí široké dioptrické pokrytí. Při vyšších hodnotách může být problém s nestabilní ostrostí vidění díky pohybu čočky v oku
- laserové operace
  - řeší astigmatismus zcela automaticky, a to i když je velmi vysoký. Při extrémních hodnotách nad 4 cylindrické dioptrie může zůstat malý dioptrický zbytek, který je pak možné doplňujícím zákrokem odstranit
- torické nitrooční umělé čočky
  - vhodné u věku nad 45 let nebo při současném onemocnění šedým zákalem

Korekční pomůcky (brýle a kontaktní čočky) pouze pomáhají lepšímu vidění (zmírňují následky vady), samo oko ale nijak neléčí (příčina trvá, nezměněna).

### Částečná kompenzace a adaptace oka na malou vadu
Zejména u dětí přetrvává naděje, že při korekci většiny vady si oko se zbytkem poradí již samo, přizpůsobí se. Na základě této naděje jsou často automaticky předepisovány brýle o 0,25 nebo 0,12 dpt slabší, a to i dospělým. Při přání pacienta na „úplnou korekci“ tedy toto musí být výslovně řečeno: S drženou nadějí na samovolné zlepšení, bez plné kompenzace vady, byť s právě novými brýlemi, může krátkozraký pacient potřebovat do dálky zamžourat, typicky pro rozeznání čísla blížícího se linkového autobusu.
Mžouráním víčka shrnou vlnku slz: Tím např. sice v jednom směru vykompenzují slabou krátkozrakost (lepší ostrost ve svislém směru, vodorovnou válcovitostí), na druhou stranu existují podezření, že si pacient častým a dlouhodobým mžouráním (i z únavy očí) může astigmatismus uměle vyvolat, že se oko na mžourání zadaptuje jako na normální optickou situaci.

### Notace
Oční lékař vyplňuje tyto korekční parametry do předpisu. Například korekce:
- −3 dpt (sph.) a +2 dpt (cyl.) / 180° (silná korekce krátkozrakosti svisle zeslabená válcovou spojkou) a
- −1 dpt (sph.) a −2 dpt (cyl.) / 90° (slabší korekce krátkozrakosti vodorovně dále podpořená válcovou rozptylkou)

jsou vzájemně ekvivalentní.
I čistě cylindrickou korekci
+2 dpt (cyl.) / 180° (svislá válcová spojka)
lze zapsat, jako by byla přítomna sféra
+2 dpt (sph.) a −2 dpt (cyl.) / 90° (spojka zeslabená vodorovnou válcovou rozptylkou).
Aby tato záměnnost cylindru platila, musí se doplnit sféra, změnit znaménko cylindru a úhel cylindru otočit o dalších 90°.

### Kontaktní čočky
Torická čočka lomí světlo v jedné ose jinak než ve druhé (kolmé). Tím lze vyrovnat hlavní nepravidelnost rohovky, ale optická korekční pomůcka musí být vůči oku a jeho vadě správně orientovaná. V případě brýlí je správná souosost zajištěna už zábrusem čočky do rámečku obrouček, avšak v případě kontaktních čoček není, jak tuto orientaci stanovit.
Právě nasazená čočka se tedy vůči vadě nachází v nedefinovaném úhlu. Má být vlastností čočky, že se sama časem, vlivem mrkání, stočí do správné polohy. Cylindrická korekce je totiž závislá na úhlové orientaci, takže zpočátku (po nasazení) se astigmatismus může jevit jako ještě horší než bez korekční pomůcky (při pootočení náhodou právě o 90° se okamžité vidění zhorší nejvíce), případně bez zlepšení (při pootočení o 45°).

### Složité vady
Korekce nepravidelností rohovky cylindrickou čočkou je pouze nejjednodušší případ, kdy má rohovka ne kruhový, ale spíše eliptický tvar (prostorově předek toroidu, jako styk pneumatiky s vozovkou). Astigmatické vady ale mohou být složitější – podle vícera os (např. jako čtyřlístek) nebo dokonce důlkové. Kombinace cylindrických korekcí nebude fungovat: Superpozicí vznikne opět efekt jen jediného toru.
Kontaktní čočky ze skla se nepřizpůsobují rohovce a tedy ani jejím vadám: Meziprostory vzniklé na vnitřní straně zaplní slzy, svou vnější stranou tvrdá čočka nahradí optický povrch rohovky, tím se astigmatismus (nerovnosti) potlačí.

## Patologický astigmatismus
Přestože je astigmatismus fyziologickou oční vadou, existují případy, kdy může být příznakem závažnějších očních onemocnění. Pokud astigmatismus vykazuje některé z následujících příznaků, je třeba co nejdříve navštívit pracoviště se specializovaným přístrojovým vybavením – tzv. rohovkovým topografem či tomografem. Díky němu je  možné změřit zakřivení (tvar) rohovky v celé ploše a vznikne velmi podrobná mapa. Tak je možné detekovat i nepravidelně vyklenující se rohovku v periferní části, což je typické pro onemocnění keratokonus.

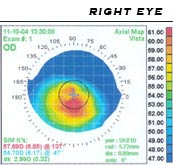
Topografie oka s keratokonem ve spodní části

- objeví se v období puberty, adolescence a rané dospělosti
- současně se zhoršuje, zvyšují se jeho hodnoty a mění se hodnoty osy (stupňů) astigmatismu
- postupně není možné ho dobře vykorigovat a ani přes brýlovou korekci není možné dosáhnout 100% ostrosti vidění
- historie podobných potíží v rodině
- atopický ekzém, astma
- časté mnutí očí, nošení kontaktních čoček

## Astigmatismus u slavných

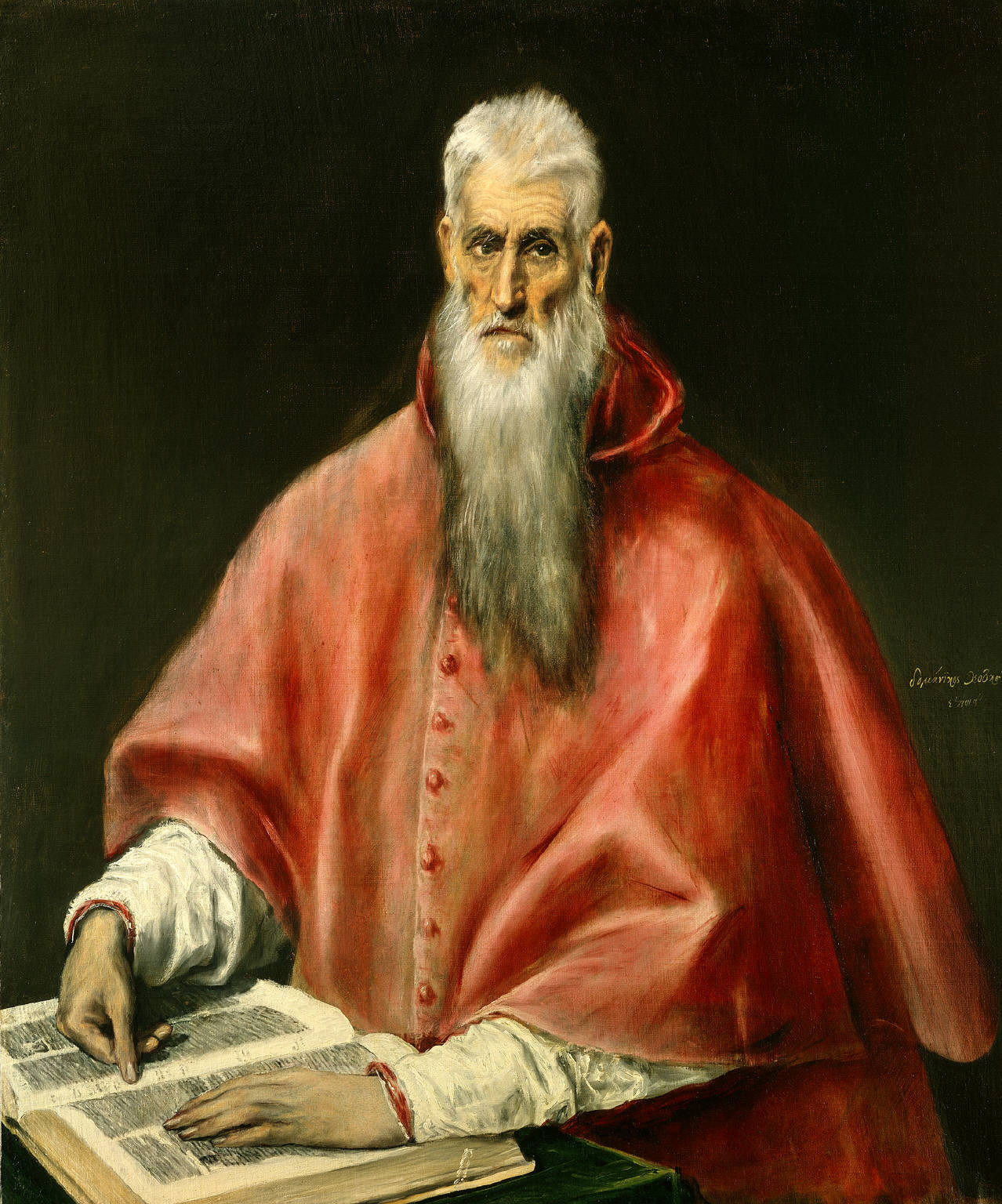
El Greco a jeho typicky štíhlé, protáhlé postavy

V souvislosti s astigmatismem se často uvádí jako příklad i slavný malíř El Greco, jehož postavy jsou na mnoha obrazech až příliš protáhlé do výšky. 
Mozek je však do určité míry schopen toto zkreslení kompenzovat (i když ne zcela dokonale a je to závislé na více faktorech, včetně toho, zda je astigmatismus korigovaný v brýlích nebo ne), takže ne všechna El Grecova díla jsou „zdeformovaná“ (pokud to samozřejmě nebyl umělcův záměr, o čemž se také spekuluje).